# زهانة الجنوبية (عامر السفلية)
زهانة الجنوبية هي إحدى مشيخات المملكة المغربية، تتبع جغرافيا لإقليم القنيطرة وإداريًا لعامر السفلية. يقدر عدد سكانها بـ 2434 نسمة حسب الإحصاء الرسمي للسكان والسكنى لسنة 2004.